# Schönberg im Stubaital
Schönberg im Stubaital ist eine Gemeinde mit 1063 Einwohnern (Stand 1. Jänner 2024) im Wipp- und Stubaital im Gerichtsbezirk Innsbruck und Bezirk Innsbruck-Land in Tirol (Österreich).

## Geografie
Schönberg liegt etwa elf Kilometer südlich von Innsbruck zwischen den Flüssen Ruetz und Sill.
Das Gemeindegebiet der Kleingemeinde umfasst im Wesentlichen das Plateau, das als Talschulter die Fortsetzung des Mittelgebirges um Innsbruck bildet, und der nordöstliche Sporn des Serlesstocks (Serles 2718 m ü. A.) und der Habichtgruppe der Stubaier Alpen ist.
Nördlich gehören noch das ganze Areal zwischen Sillschlucht und Ruetzschucht zur Gemeinde, bis zur Ruetzmündung an der Stephansbrücke der alten Brennerstraße, Stubaitaleinwärts die rechte Seite der Ruetzschucht bis Höhe Nockquelle, und südlich die Abhänge des Gleinserbergs (1720 m ü. A.), des Wipptalseitigen Vorbergs der Serles.
Die Sillschlucht überspannt die Europabrücke der Brennerautobahn A 13 von Patsch herüber.

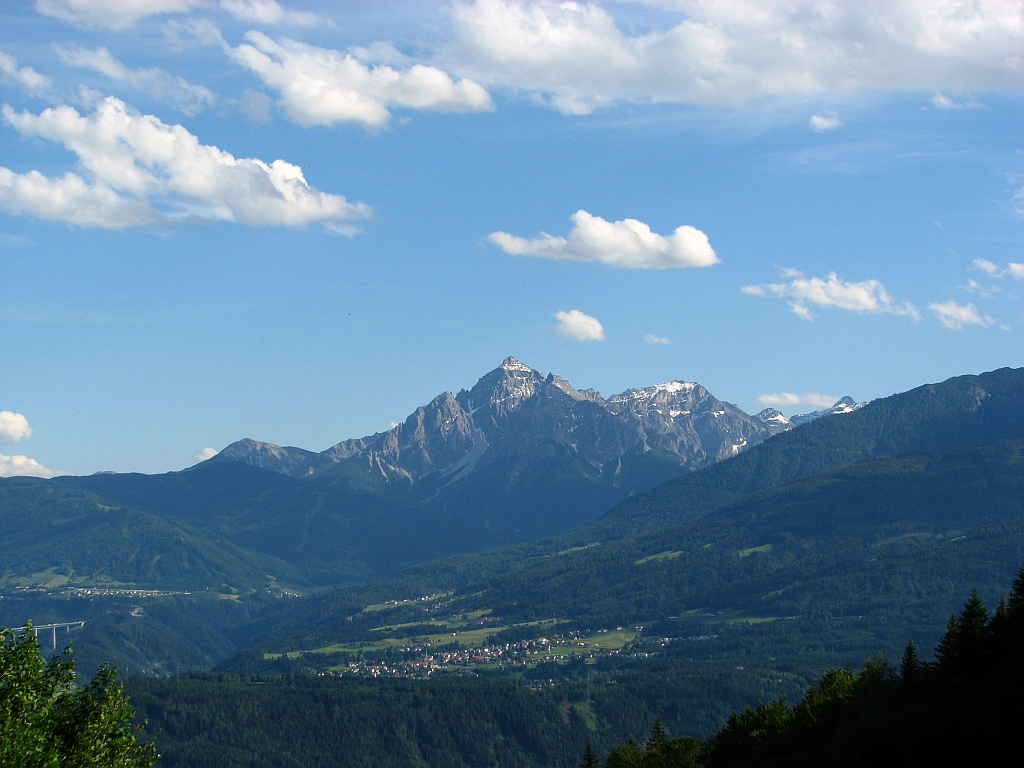
Die Serles von Innsbruck, links am Bergfuß Schönberg und Europabrücke (mittig Mutters)
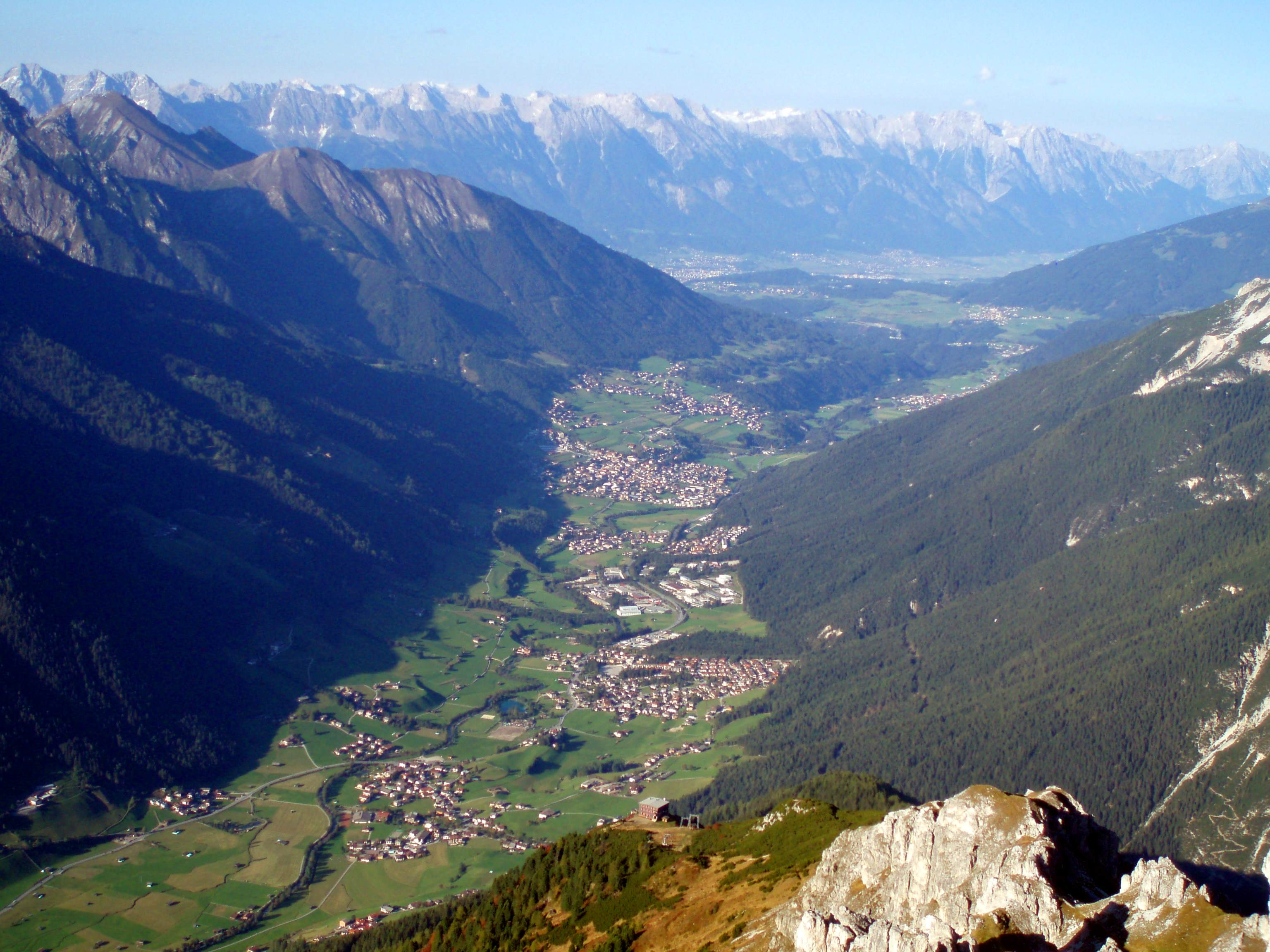
Blick von der Elferspitze ins Stubaital, ganz der letzte Ort das Tal hinaus rechts ist Schönberg (gegenüber mittig Patsch, hinten Inntal und Nordkette)

### Gemeindegliederung
Die Gemeinde besteht aus einer einzigen Katastralgemeinde (Schönberg), Ortschaft und einem Zählsprengel (beide Schönberg im Stubaital).
Ortsteile sind: Schönberg, Gleins, Graslboden, Ruetzwerk, Sillwerk und Unterberg
Den Mittelpunkt bildet das Haufendorf Schönberg. Weitere Orte sind die Rotten Ruetzwerk und Unterberg (Teile auch in Mutters), und die zerstreuten Häuser Sillwerk (Teile auch in Patsch) talauswärts, sowie die Rotte Gleins südlich oberhalb.
Die Gemeinde ist Sitz des Tiroler Planungsverbandes Stubaital und stellt mit Bürgermeister Steixner dessen Obmann. Zudem gehört die Gemeinde zur Tourismusregion Stubai Tirol, Sitz des Tourismusverbandes ist im Stubaitalhaus in Neustift.

## Geschichte

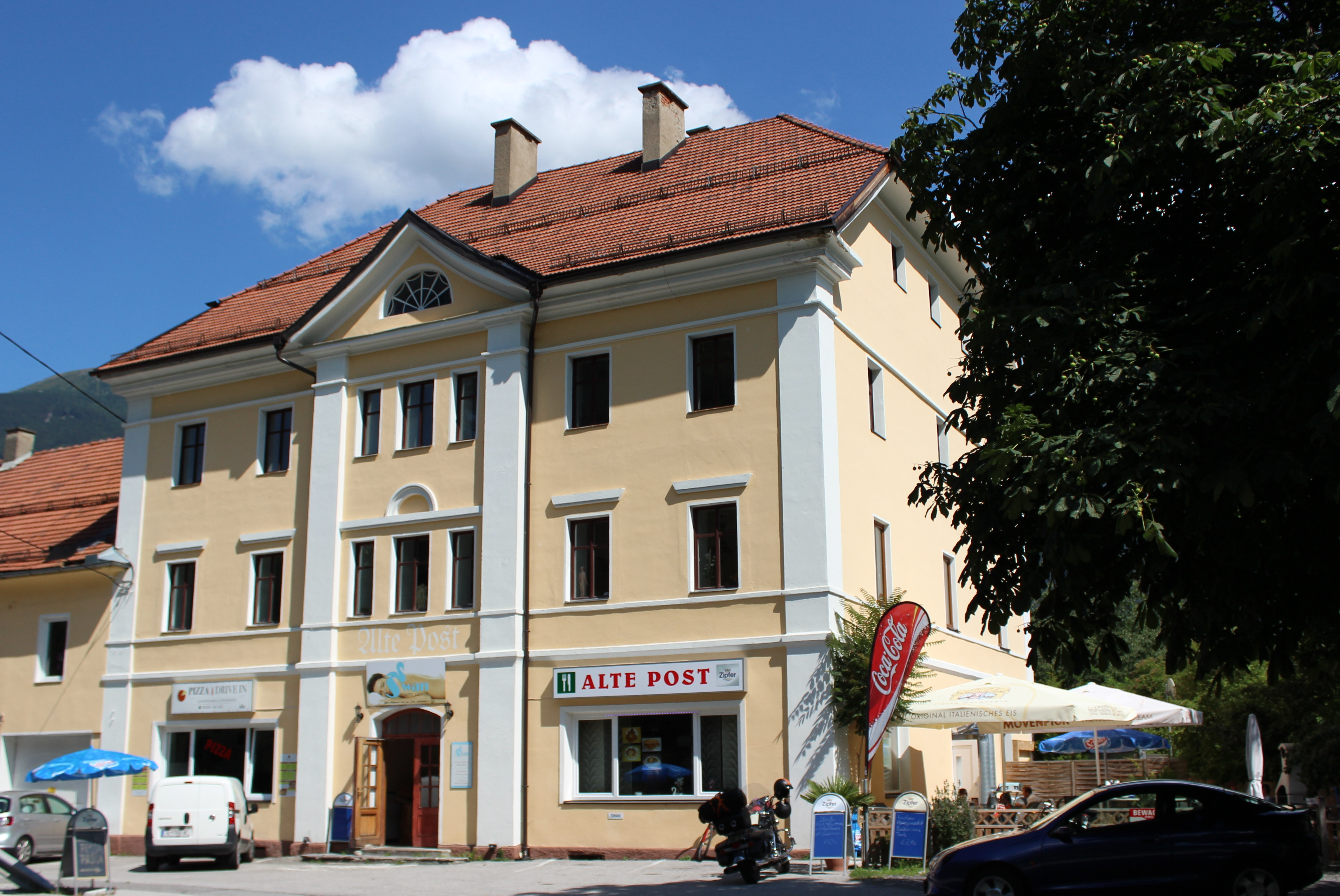
Gasthof Alte Post

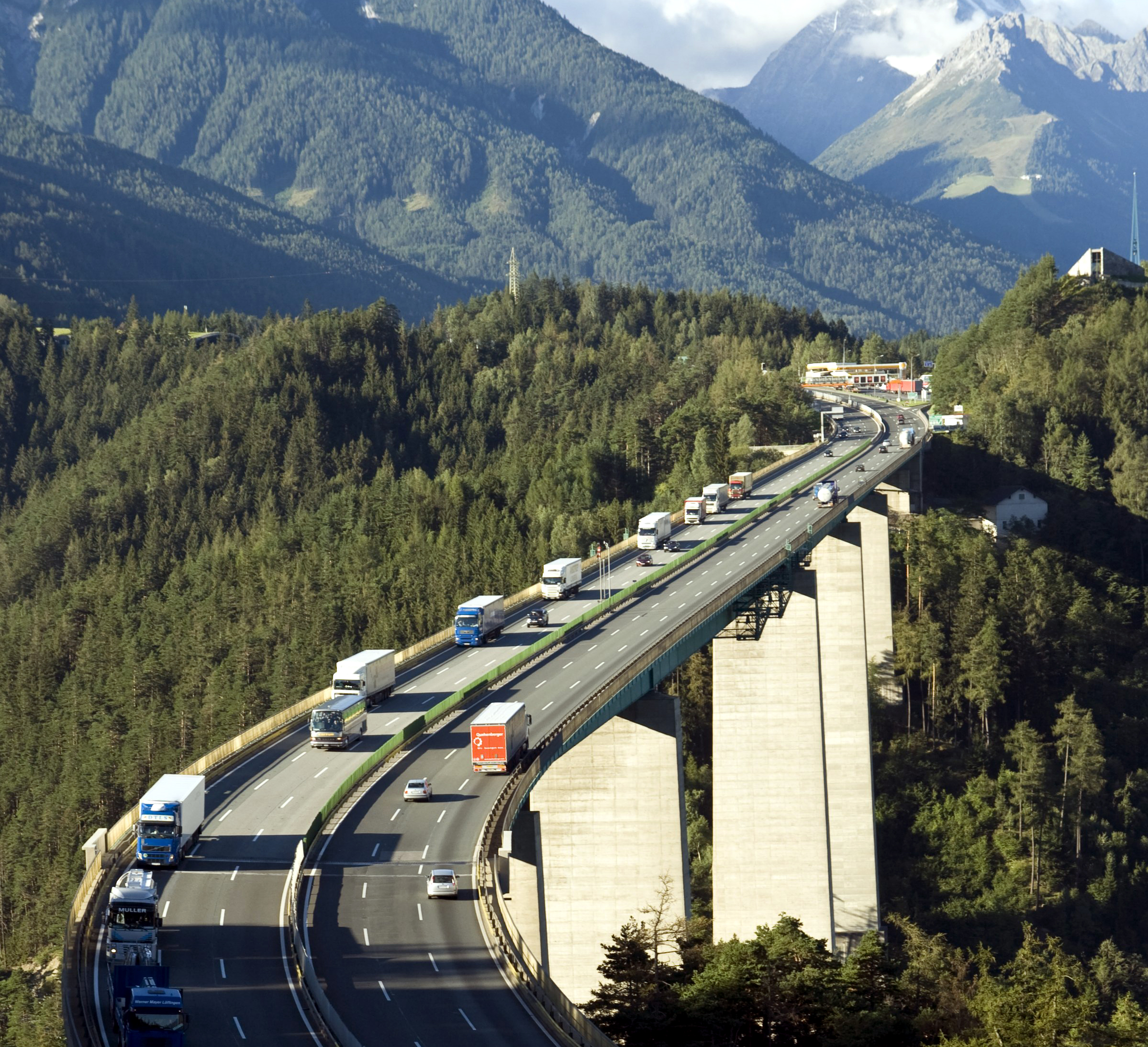
Europabrücke, gegen das Stubai

Römische Straßenfunde nahe der Europabrücke belegen, dass auch schon zur Römerzeit, über den Brenner, durch Schönberg handel getrieben wurde. Bei der gefundenen Straße handelt es sich um die via Raetia eine der wichtigsten Straßen dieser Zeit. Sie verlief von Unterberg über einem steilen Anstieg nach Schönberg. Es wurden auch Münzen gefunden.
Der Ortsname wird erstmals in einer Urkunde des Stifts Wilten von 1180 mit Fridricus de Schœnberch genannt. Der Kartograph Peter Anich verzeichnete in seiner Karte noch eine Burg Schönberg.
Während der Schlacht am Bergisel hatte Andreas Hofer mehrmals sein Hauptquartier im ehemaligen Gasthof Domanig, dem heutigen Gemeindeamt.
Die neue Brennerstraße wurde von Karl Ritter von Ghega geplant und 1836 bis 1845 errichtet.
1845 wurde auch die Stephansbrücke fertiggestellt.

## Hauptort der Gemeinde
Hauptort der Gemeinde ist das Dorf Schönberg im Stubaital. Er befindet sich etwa elf Kilometer südlich vom Stadtzentrum Innsbruck. Der Ort liegt auf um die 1010 m ü. A. Höhe auf dem Plateau zwischen Sillschlucht und Ruetzschucht. Damit bildet der Ort den Taleingang vom Wipptal der Sill in das Stubaital der Ruetz.
Schönberg ist von drei Seiten von der Brenner Autobahn umschlossen. Hier befindet sich westlich des Orts die Anschlussstelle Schönberg/Stubaital (Exit 10) und die Hauptmautstelle Schönberg für die mautpflichtige Autobahn.
Die alte Römerstraße (heute Brenner Straße B 182) führte einst durch den Ort, wurde aber nach dem Bau der Stephansbrücke weiter talwärts geführt, die Anschlussstelle der Stubaital Straße B 183, der Hauptstraße des Orts, an die B 182 liegt am Südende des Orts.
Der Ort umfasst weitgehend die gesamte Gemeindebevölkerung.
Nachbarorte

## Kultur und Sehenswürdigkeiten

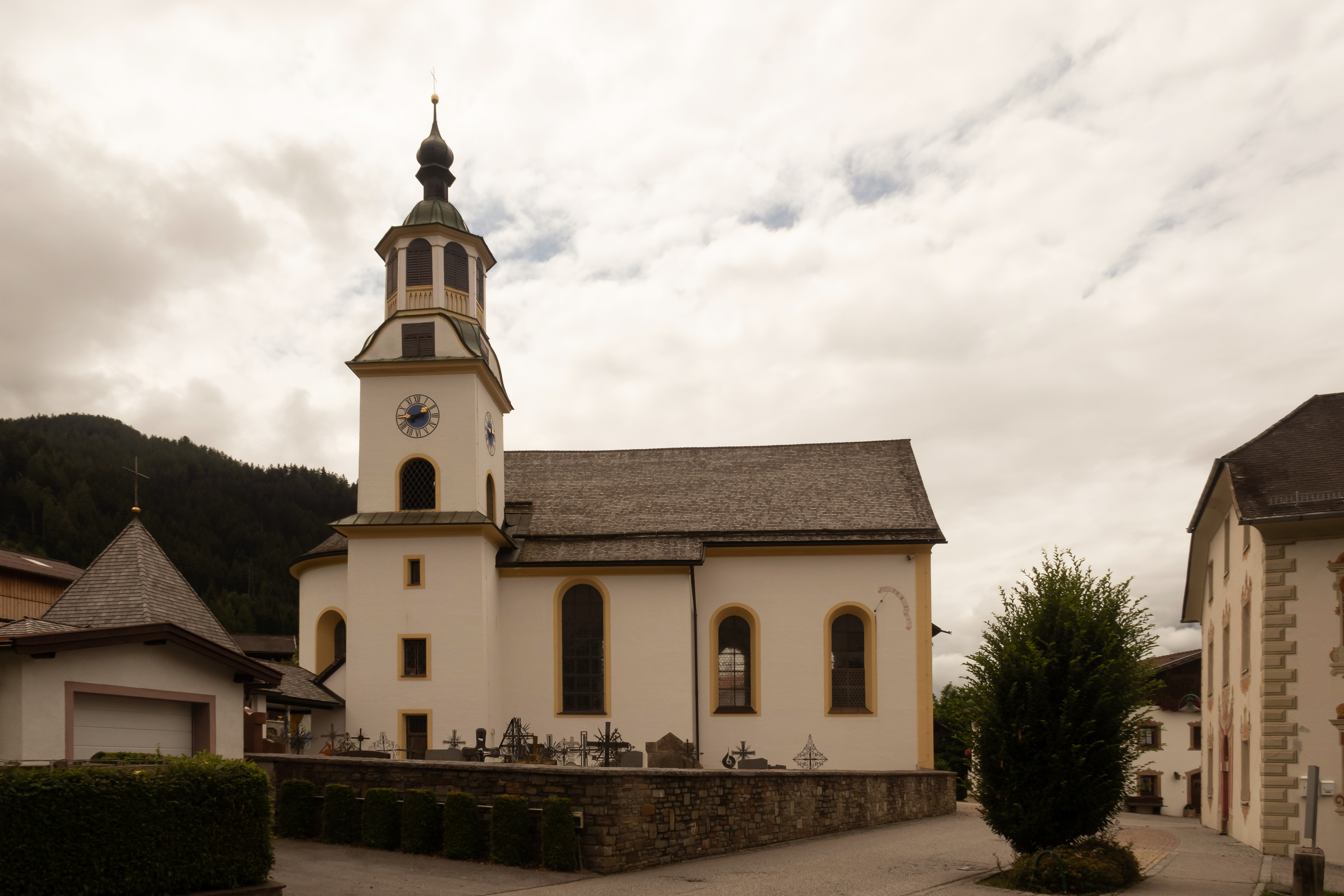
Pfarrkirche Schönberg im Stubaital

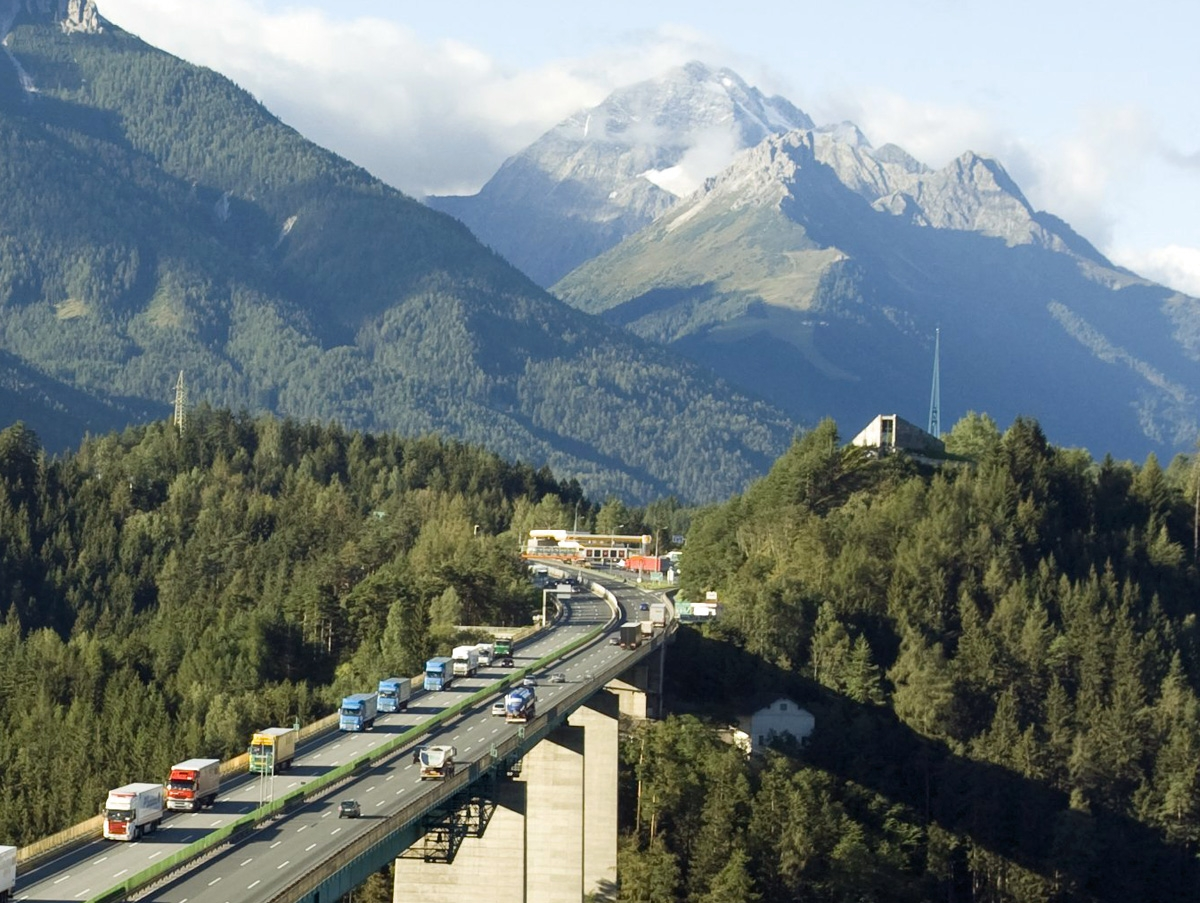
Europakapelle

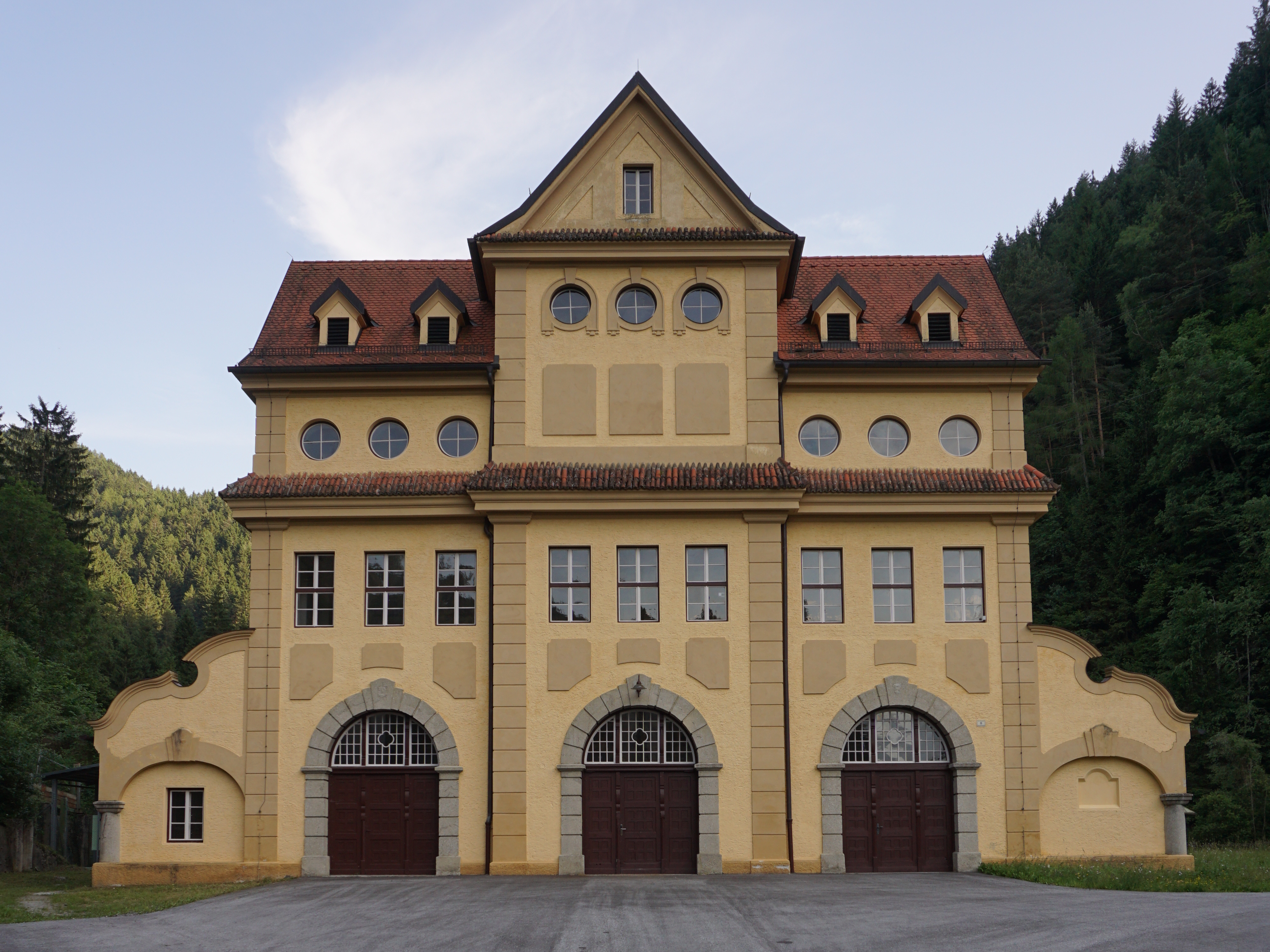
Ruetzkraftwerk

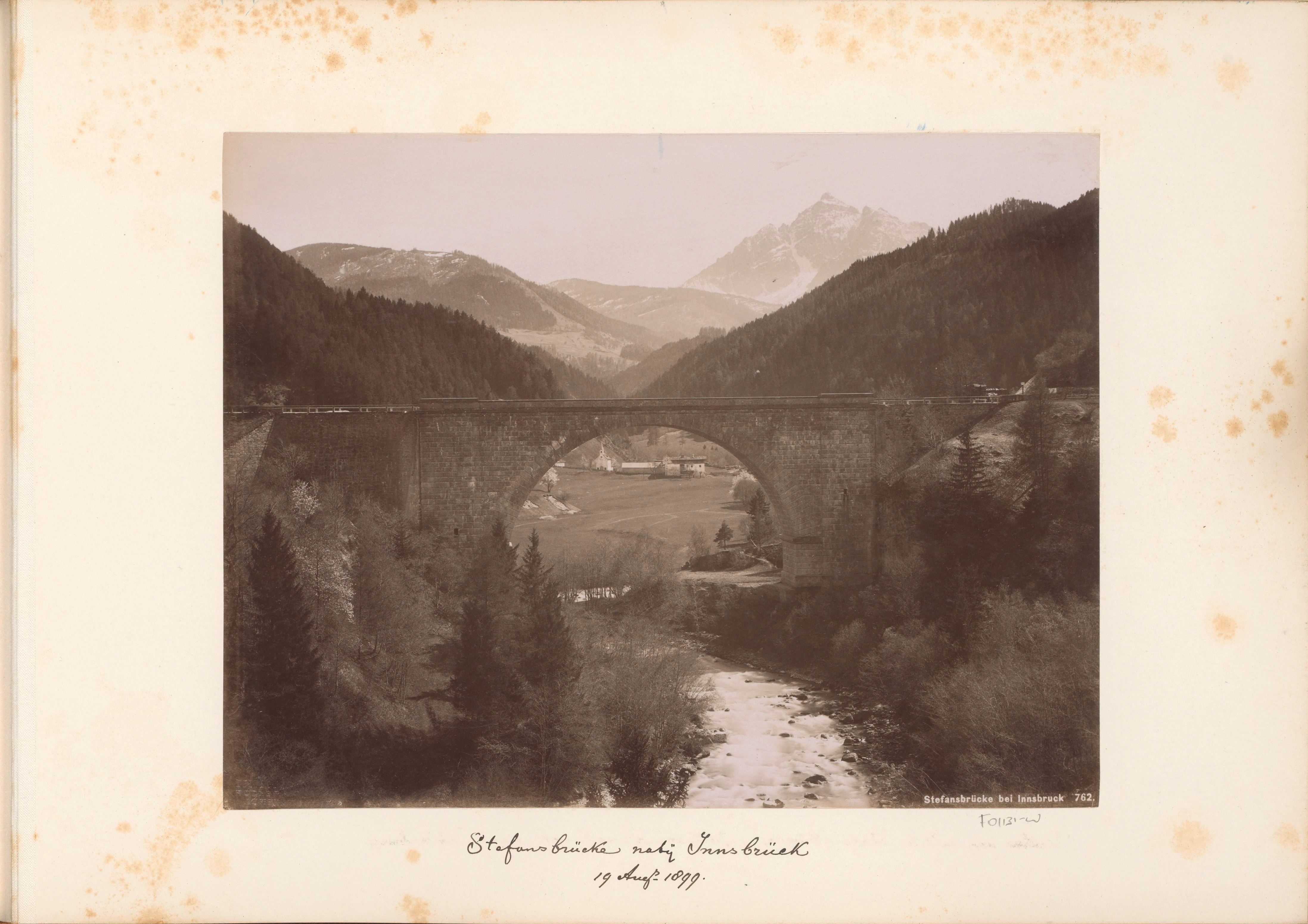
Stephansbrücke

- Katholische Pfarrkirche Schönberg im Stubaital hl. Kreuz
- Europakapelle bei der Europabrücke der Brenner-Autobahn
- Ruetzkraftwerk
- Stephansbrücke

## Wirtschaft und Infrastruktur

### Verkehr
- Bus: Schönberg ist mit Innsbruck durch die Buslinien 590 und 4140 verbunden, die Linie 4145 fährt ins Wipptal. In Nächten von Freitag auf Samstag und Samstag auf Sonntag verbindet der Nightliner 590N die Gemeinde mit allen Gemeinden im Stubai und mit Innsbruck. Zusätzlich verkehrt im Winter die Skibuslinie 4 zur Schlick 2000.

## Politik

### Gemeinderat
- LRS: 6
- GLS: 4
- AKTIV: 4

Bei der Gemeinderatswahl am 28. Februar 2016 erreichte die Liste Lebensraum Schönberg mit 6 Mandaten die relative Mehrheit, die Unabhängige Liste aller Gemeindebürger – Schönberg aktiv erreichte Platz 2 und stellt 4 Mandate. Als dritte Fraktion war die Gemeindeliste Schönberg, welche 3 Mandate stellt, im Gemeinderat vertreten. Erstmals traten auch Die Grünen Schönberg an, scheiterten jedoch am Grundmandat.
Die Gemeinderatswahl 2022 ergab folgende Mandatsverteilung:
- 6 Lebensraum Schönberg – Bürgermeister Hermann Steixner (LRS)
- 4 Gemeindeliste Schönberg (GLS)
- 3 Unabhängige Liste ALLER Gemeindebürger – Schönberg AKTIV (AKTIV)

### Bürgermeister
- 1945–1953 Johann Sprenger
- 1953–1983 Hans Fontan
- 1983–2001 Norbert Franceschinel
- 2001–2012 Willi Sprenger (Gemeindeliste Schönberg)
- seit 2012 Hermann Steixner (Lebensraum Schönberg)

### Wappen
Das Wappen von Schönberg im Stubaital stellt schematisch die Europabrücke dar.

## Persönlichkeiten

### Personen mit Bezug zur Gemeinde
- Karl Mark (* 1951), ehemaliger Bezirkshauptmann, lebt in der Gemeinde